# Tercis-les-Bains
Tercis-les-Bains (okzitanisch: Tèrcis) ist eine französische Gemeinde mit 1.331 Einwohnern (Stand: 1. Januar 2022) im Département Landes in der Region Nouvelle-Aquitaine (vor 2016: Aquitanien). Tercis-les-Bains gehört zum Arrondissement Dax und zum Kanton Dax-1.

## Geografie
Tercis-les-Bains liegt etwa sechs Kilometer südwestlich von Dax in der Landschaft Marensin. Der Adour begrenzt die Gemeinde im Norden und Westen, der Luy im Süden. Umgeben wird Tercis-les-Bains von den Nachbargemeinden Angoumé und Mèes im Norden, Dax im Nordosten, Oeyreluy im Osten, Heugas im Süden und Südosten, Siest im Südwesten sowie Rivière-Saas-et-Gourby im Westen und Nordwesten.

## Bevölkerungsentwicklung
| 1962                       | 1968 | 1975 | 1982 | 1990 | 1999 | 2006 | 2018 |
| -------------------------- | ---- | ---- | ---- | ---- | ---- | ---- | ---- |
| 554                        | 600  | 612  | 790  | 966  | 1035 | 1146 | 1242 |
| Quellen: Cassini und INSEE |      |      |      |      |      |      |      |

## Sehenswürdigkeiten
- Kirche Saint-Pierre
- Thermalquellen

## Trivia
In den Steinbrüchen von Tercis-les-Bains befindet sich der Referenzpunkt für das sog. Maastrichtium.